# Circularisation (audit)
La circularisation, aussi appelée procédure de confirmation directe, est une tâche en matière d'audit d'entreprise.
Celle-ci consiste à demander à un tiers ayant des liens d'affaires avec l'entreprise vérifiée (fournisseurs ou clients, banque, avocat) de confirmer directement au réviseur l'existence d'opérations, de soldes ou de tout autre renseignement.
Ce contrôle se réalise assez simplement par l'envoi d'un courrier avec le solde qu'il convient de confirmer ou de contester. Un relevé de compte peut y être joint, afin de documenter et expliquer d'éventuelles différences de soldes. 
Les circularisations bancaires s'attachent en outre à vérifier l'exhaustivité des comptes, quels sont les signataires autorisés, quels sont les engagements qui n'auraient pas été mis en œuvre (cautions, lignes de crédit), quelles positions sur les marchés de changes ou de dérivés ont été prises, quels titres sont détenus.
Les circularisations d'avocat s'attachent en outre à s'assurer que tous les litiges auquel fait face l'entreprise ont bien été pris en compte et présentés au réviseur, et que l'évaluation du risque qui est retranscrite dans les comptes est conforme à la perception de l'avocat chargé du dossier. Certains avocats refusent de répondre à l'auditeur du fait de leurs obligations de confidentialité et répondent exclusivement à l'entreprise, la laissant libre de transmettre au réviseur.